# Star Wars: Rogue Squadron (Computerspielreihe)
Star Wars: Rogue Squadron ist eine dreiteilige Computerspieleserie, die im Star-Wars-Universum angesiedelt ist. Die Spiele sind als actionorientierte Flugsimulationen konzipiert. Die Serienteile wurden vom deutschen Studio Factor 5 in Zusammenarbeit mit LucasArts entwickelt und von LucasArts und Nintendo zwischen 1998 und 2003 veröffentlicht.
Die Serie spielt in der Zeit der Star-Wars-Filme IV und V. Dabei gibt es inhaltliche Überschneidungen zwischen den einzelnen Serienteilen. Sie sind aus der Perspektive der Rebellen-Allianz erzählt und behandeln die Rolle der Piloten Luke Skywalker und Wedge Antilles im Kampf gegen das Galaktische Imperium.
Die Spiele wurden von der Fachpresse überwiegend positiv aufgenommen. Auch die Verkaufszahlen der Titel waren gut, allein vom ersten Teil wurden deutlich über 1,5 Millionen Einheiten verkauft. Dabei war der Erfolg der Konsolenversion größer, sodass die folgenden Teile nicht mehr für Windows erschienen.

## Star Wars: Rogue Squadron
Star Wars: Rogue Squadron (als Windows-Version auch bekannt als: Star Wars: Rogue Squadron 3D) ist ein im Star-Wars-Universum angesiedeltes Action- und Shoot-’em-up-Spiel. Es wurde vom deutschen Entwicklungsstudio Factor 5 entwickelt und von LucasArts Ende des Jahres 1998 für das Betriebssystem Windows und Anfang 1999 für die Heimkonsole Nintendo 64 veröffentlicht.
Die Handlung spielt zwischen den Ereignissen der Star-Wars-Filme Episode IV – Eine neue Hoffnung und Episode V – Das Imperium schlägt zurück und nimmt Anleihen am Geschehen der Comicserie Star Wars: X-Wing Rogue Squadron. Der Spieler schlüpft dabei in die Rolle des Rebellen Luke Skywalker, einem Kommandanten der Renegatenstaffel (engl. Rogue Squadron), und hat insgesamt sechzehn Missionen verschiedenster taktischer Ausrichtung erfolgreich zu absolvieren.
Die Kritiken zu Star Wars: Rogue Squadron fielen insbesondere wegen der fortschrittlichen technischen Umsetzung im grafischen Bereich, beispielsweise durch neuartige Partikeleffekte, überwiegend positiv aus und gipfelten in verschiedenen Preisnominierungen und der Auszeichnung mit dem Origins Award, in der Kategorie Bestes Actionspiel 1998, durch die renommierte Academy of Adventure Gaming Arts and Design. und 1999 für den Interactive Achievement Award Game of the Year nominiert.
Das Spiel entwickelte sich rasch zu einem Verkaufsschlager: Bis August 1999 wurden etwa eine Million Exemplare des Spiels abgesetzt. Im Jahre 2001 erschienen mit Star Wars: Rogue Squadron II – Rogue Leader ein direkter Nachfolger für den Nintendo GameCube sowie mit Star Wars: Episode I: Battle for Naboo ein sehr ähnliches Spiel für Windows und Nintendo 64.

## Star Wars: Rogue Squadron II – Rogue Leader
Star Wars: Rogue Squadron II – Rogue Leader ist ein 2001 für den Nintendo GameCube erschienenes Action- und Shoot'em up-Spiel. Es ist der Nachfolger von Star Wars: Rogue Squadron und wurde wie der Vorgänger von Factor 5 entwickelt und von LucasArts veröffentlicht. Es spielt im Star-Wars-Universum zur Zeit des Galaktischen Bürgerkriegs und umspannt die Handlung der Star-Wars-Filme IV, V und VI.
Das Spiel folgt einem ähnlichen Konzept wie der Vorgänger. Der Spieler übernimmt die Kontrolle über zwei Piloten der Rebellen-Allianz und bekämpft in einer Kampagne zahlreiche Ziele des Galaktischen Imperiums.

## Star Wars: Rogue Squadron III – Rebel Strike
Star Wars: Rogue Squadron III – Rebel Strike ist ein 2003 für den Nintendo GameCube erschienenes Star-Wars-Spiel und der dritte Teil der Rogue-Squadron-Reihe. Es wurde wie die Vorgänger von Factor 5 entwickelt und von LucasArts veröffentlicht. Es stellt den Nachfolger von Star Wars: Rogue Squadron II – Rogue Leader dar.
Das Spiel ist im Wesentlichen ein Action- und Shoot'em up-Spiel. Die Handlung spielt im Rahmen der Star-Wars Filme IV, V und VI. Wie in früheren Teilen der Serie übernimmt der Spieler die Kontrolle über ein Elite-Geschwader der Rebellen-Allianz, das Renegatengeschwader (engl. Rogue Squadron). In verschiedenen Missionen führt er zahlreiche Angriffe auf Ziele des Galaktischen Imperiums aus.
Eine große Neuerung gegenüber den Vorgängern stellt die Möglichkeit für den Spieler dar, sein Fahrzeug während Missionen zu verlassen und sogar Landfahrzeuge zu steuern. Des Weiteren wurde ein Mehrspielermodus eingefügt, welcher aus den Leveln des Vorgängers besteht.

## Eingestellte Entwicklungen
Im Oktober 2014 sprach der Leiter der amerikanischen Abteilung von Factor 5, Julian Eggebrecht, in einem Interview davon, dass das Studio mehrere Rogue-Squadron-Projekte in Arbeit hatte. Dazu zählten Portierungen für die Xbox und die Wii sowie ein Online-Spiel für die Xbox 360.
Die erste Entwicklung war die Xbox-Umsetzung, die alle drei Serienteile in leicht modifizierter Form enthalten sollte. Diese Kompilation wurde von Factor 5 etwa zur Hälfte fertiggestellt, bis LucasArts, das erneut als Lizenzgeber und Publisher fungierte, über finanzielle Probleme klagte und das Projekt einstellte. Nach der Einstellung des Spiels begann das Studio, einen Rogue-Squadron-Titel für die Xbox 360 zu entwickeln. Dieser sollte den Titel Star Wars: Rogue Squadron: X-Wing vs. Tie Fighter tragen und in erster Linie ein Mehrspieler-Titel auf Basis der Online-Funktionen der Xbox 360 werden. LucasArts beendete allerdings auch dieses Projekt vorzeitig. Anschließend versuchte Factor 5, das alte Xbox-Projekt wieder aufzugreifen und als Basis für eine Wii-Version zu nutzen. Dieses Projekt versuchte Factor 5 weitgehend selber zu finanzieren. Die Firma geriet dabei allerdings in finanzielle Schwierigkeiten und Rechtsstreitigkeiten, die schließlich auch zur Beendigung dieses Projekts führten.